# Su Excelencia el embajador
Su Excelencia el embajador (título original: The Ugly American) es una película estadounidense dirigida por George Englund, con guion de Stewart Stern. Está basada en la novela de 1958 The Ugly American, de Eugene Burdick y William Lederer. La película fue estrenada el 2 de abril de 1963.

## Sinopsis
En Sarkan, un pequeño país del sureste asiático (país ficticio), todo apunta a que pronto comenzará una guerra civil entre los comunistas y el gobierno demócrata. El país al completo está con los dientes afilados, esperando el momento en que la paz desaparezca. Un nuevo embajador de Estados Unidos (Marlon Brando) es enviado al terreno para dirigir un importante proyecto: la construcción de una carretera que haga posible el acceso y la explotación de la zona interior del país pero parte de sus habitantes, los comunistas, que son mayoría nacional, se oponen a estos cambios. Mientras tanto, la inquietud política y la tensión entre los dos bandos no hace más que aumentar.

## Reparto
- Marlon Brando - Embajador Harrison Carter MacWhite
- Eiji Okada - Deong
- Sandra Church - Marion MacWhite
- Pat Hingle - Homer Atkins
- Arthur Hill - Grainger
- Jocelyn Brando - Emma Atkins
- Kukrit Pramoj - Prime Minister Kwen Sai
- Judson Pratt - Joe Bing
- Reiko Sato - Rachani, Deong's Wife
- George Shibata - Munsang
- Judson Laire - Senator Brenner
- Philip Ober - Ambassador Sears
- Yee Tak Yip as Sawad, Deong's Assistant
- Carl Benton Reid - Senator at Confirmation Hearing
- Simon Scott - Johnson
- Frances Helm as TadRed
- James Yegi as Berg